# Refontoura
Refontoura es una freguesia portuguesa del concelho de Felgueiras, con 3,52 km² de superficie y 1.974 habitantes (2001). Su densidad de población es de 560,8 hab/km².